# Толстова, Юлиана Николаевна
Юлиа́на Никола́евна Толсто́ва (род. 24 апреля 1942) — советский и российский социолог, ведущий исследователь в области методов анализа социологических данных. Внесла значительный вклад в развитие статистики объектов нечисловой природы. Известный российский специалист в области теории измерений. Доктор социологических наук, профессор.

## Основные сведения
Окончила механико-математический факультет МГУ им. М. В. Ломоносова (1964).
Кандидат экономических наук (1978), тема диссертации: «Исследование особенностей функций расстояния и характера исходных данных в социально-экономических задачах классификации». 
Доктор социологических наук (1993), тема диссертации: «Логика и методология математического анализа социологических данных».
Работала на социологическом факультете МГУ им. М. В. Ломоносова.
С 1996 года работает в Высшей школе экономики.
Ординарный профессор кафедры методов сбора и анализа социологической информации Высшей школы экономики, профессор кафедры социологии и психологии управления Государственного университета управления. Зам. главного редактора научного журнала РАН «Социология: методология, методы, математическое моделирование».

## Профессиональные интересы
- Методология и методы социологического исследования
- Математические методы в социологии

Учебные курсы:
- Математико-статистические модели в социологии
- Методы измерения в социологии
- Многомерное шкалирование
- Организация, подготовка и презентация социологического исследования
- Современные методы анализа данных

## Основные публикации
- Анализ нечисловой информации в социологических исследованиях / Под ред. В. Г. Андреенкова, А. И. Орлова, Ю. Н. Толстовой. — М.: Наука, 1985. — 222 с.
- Толстова Ю. Н. Измерение в социологии. — М.: Инфра-М, 1998.
- Толстова Ю. Н. Анализ социологических данных (Методология, дескриптивная статистика, изучение связей между номинальными признаками). — М.: Научный мир, 2000.
- Социология и математика. Сборник избранных трудов. — М.: Научный мир, 2003.
- Основы многомерного шкалирования. — М.: Книжный дом Университет, 2006.
- Беляева Л. А., Давыдов А. А., Данилов А. Н., Докторов Б. З., Лапин Н. И., Левашов В. К., Немировский В. Г., Тихонов А. В., Толстова Ю. Н., Тощенко Ж. Т., Ядов В. А. Судьбы и перспективы эмпирической социологии // Социологические исследования. — 2005. — № 10. — С. 3—21.